# Натаев, Сайпуди Альвиевич
Сайпуди Альвиевич Натаев (род. 4 августа 1951 год, Восточно-Казахстанская область, Казахская ССР) — чеченский историк, кандидат исторических наук, доцент кафедры «История народов Чечни» Чеченского государственного университета. Автор монографии «Об общественном институте „тукхам“ у чеченцев» и сорока научных работ, посвященных в целом истории чеченского народа. Специалист по чеченским тайпам.

## Биография
Родился в 4 августа 1951 года в Восточно-Казахстанской области Казахской ССР в депортированной чеченской семье. В 1973 году окончил исторический факультет Чечено-Ингушского государственного университета. Старший преподаватель Чеченского государственного университета, заведующий отделом Национального музея Чеченской Республики. Проживает в городе Грозном.
В 2010 году защитил диссертацию на соискание ученой степени кандидата исторических наук на тему: «Чеченский тайп: сущность и социальная динамика» (07.07.02). В 1973—1978 гг. работал учителем истории в школах с. Чишки Грозненского района и пгт. Чири-Юрт Шалинского района Чечено-Ингушской АССР. В 1978—1980 гг. работал директором в школе с. Герменчук Шалинского района Чечено-Ингушской АССР.
В 1980—2000 гг. работал в системе народного хозяйства и кооперации. С 2004 года работает старшим преподавателем кафедры «История народов Чечни» Чеченского государственного университета. С 2012 года является доцентом кафедры «История народов Чечни» ФГБОУ ВО "Чеченский государственный университет.

Рука Если кто-то вам протянет руку, В час беды улыбкой озарит, Не спешите, называя другом, Незнакомцу сердце подарить. Может, он хотел, обняв вас туже, Хитростью своею задушить? Как легко же мы со всеми дружим, Как нельзя со всеми дружным быть г. Пусть тебе покрепче спится Сайпуди Натаеву Если ты туманной ночью, Пьяным в гости не стучался, Правды горькой побоявшись, Клятвой ложною не клялся, Если груз своих ошибок На безвинного не клал, Горский хлеб, что пахнет потом, У сирот не отнимал, Если даже в трудный день свой Ты друзей не предавал И пред всяким властолюбцем Гордо голову держал, Если с женщиной на рынке В спор позорный не вступал, А тем боле, даже битый, С нею счеты не равнял, Если гостя с злой обидой От себя не провожал. И на свете выше солнца Край свой отчий признавал: Пусть тебе покрепче спится, Остальное все простится! 1980 г.— Хатуев А .А.

## Научные работы

### Чеченские тайпы
Одна из научных работ С. А. Натаева под названием «Чеченские тайпы» вышла в 2013 году в издательстве «Аleph» (г. Махачкала). В аннотации к данному научному изданию, в частности, пишется: «В монографии рассматриваются проблемы изучения природы, структуры и исторической динамики социальных институтов чеченцев „тайп“ и „тукхум“ в исторической литературе. Тема исследования является одной из наиболее сложных и дискуссионных в чеченоведении и шире — в историко-этнографическом кавказоведении. В книге дано авторское видение социальной сущности чеченского тайпа в хронологическом разрезе до середины XIX века. Рассматриваются этносоциальная и этнотерриториальная структура Чечни изучаемого периода в авторской концепции».
Книга адресована историкам, этнографам, ученым-обществоведам, студентам исторических, гуманитарных факультетов вузов и широкому кругу читателей, интересующихся историей Чечни.
В 11 сентября 2014 года в Ростове на престижном конкурсе Ждановские чтения, по итогам Дипломом II степени получил С. Натаев за монографию «Чеченские тайпы».